# Мэтисон, Джон
Джон Мэтисон (англ. John Mathieson; род. 3 мая 1961, Пербек, Дорсет, Великобритания) — британский кинооператор, член Британского общества кинематографистов. Один из группы кинематографистов, которые вышли из музыкальной видео-индустрии в 1980-х — 1990-х годах, наравне с кинооператорами Тимом Морисом Джонсом («Карты, деньги, два ствола») и Шеймасом Макгарви («Искупление»), режиссёрами Мишель Гондри («Вечное сияние чистого разума») и Дэвидом Финчером («Семь»). Приёмы, используемые при производстве музыкальных видеоклипов, такие как изобретательность и визуальный стиль, оказали заметное влияние на эволюцию создания современных художественных фильмов.

## Биография
Окончил Колледж искусств Хай-Уикома. Начинал свою карьеру в британской киноиндустрии в качестве помощника оператора Гэбриэла Беристаина. В 1988 году он получил известность за операторскую работу в видеоклипе к песне Peek-a-Boo группы Siouxsie and the Banshees, снятый режиссёром Питером Скамеллом. В течение 1990-х годов Мэтисон снял множество рекламных роликов и музыкальных клипов; в числе артистов, с которыми он работал, — Мадонна, Принс и Massive Attack. Сотрудничал с режиссёром Джоном Мэйбери. Вместе с ним, в частности, создал знаменитый видеоклип к песне ирландской певицы Шинейда О’Коннора «Nothing Compares 2 U», который в 1990 году удостоился трёх наград престижной премии MTV Video Music Awards в номинациях «Видео года», «Лучшее женское видео» и «Лучшее постмодернистское видео». В 1994 году Мэтисон был персонально номинирован на премию MTV VMA 1994 — в категории «Лучшая операторская работа» за клип к песне «Heart-Shaped Box» группы Nirvana.
В 1994—1995 годах Мэтисон был оператором двух полнометражных фильмов режиссёра Карима Дриди, за что впоследствии был удостоен звания кавалера французского ордена Искусств и литературы. В 1998 году работал главным оператором фильма Джона Мэйбери «Любовь — это дьявол. Штрихи к портрету Ф. Бэкона». Во время съёмок телевизионных рекламных роликов для лондонской компании RSA films познакомился с американским кинорежиссёром Тони Скоттом, который впоследствии пригласил его на должность оператора визуальных эффектов при создании фильма «Враг государства». Затем работал оператором фильма режиссёра Джейка Скотта «Планкетт и Маклейн». Работу Мэтисона в этой картине заметил Ридли Скотт и пригласил его в свою команду для создания «Гладиатора». Фильм оказался крайне успешным, завоевал множество самых престижных наград, а работа Мэтисона была отмечена номинацией на «Оскар» и премией Британской академии кино и телевизионных искусств. С Ридли Скоттом он сотрудничал ещё в 5 картинах: «Ганнибал» (2001), «Великолепная афера» (2003), «Царство небесное» (2005), «Робин Гуд» (2010) и «Гладиатор 2» (2024).
Второй раз был номинирован на «Оскар» в 2005 году — за операторскую работу в картине Джоэла Шумахера «Призрак Оперы», однако вновь остался без награды.
Несмотря на то, что Мэтисон достиг карьерных высот, позволяющих ему работать в высокобюджетных голливудских картинах, он поддерживает связи с независимыми британскими режиссёрами, не отказываясь от более скромных в плане бюджета фильмов; в частности Джон Мэтисон был оператором лент «Травма» и «В дурмане».

## Номинации и награды

### Награды
- Кавалер ордена Искусств и литературы (Франция) — за вклад в развитие французской кинематографии (за работу над фильмами Pigalle и Bye-Bye).
- 1999 — премия кинофестиваля Fantasporto (Португалия) в номинации «Лучшая операторская работа» за фильм «Любовь — это дьявол. Штрихи к портрету Ф. Бэкона»
- 1999 — премия кинофестиваля Art Film Fest (Словакия) в номинации «Лучшая операторская работа» за фильм «Любовь — это дьявол. Штрихи к портрету Ф. Бэкона»
- 2000 — премия Общества кинокритиков Сан-Диего (San Diego Film Critics Society) в номинации «Лучшая операторская работа» за фильм «Гладиатор»
- 2001 — премия Британской академии кино и телевизионных искусств в номинации «Лучшая операторская работа» за фильм «Гладиатор»
- 2001 — премия Broadcast Film Critics Association Awards в номинации «Лучшая операторская работа» за фильм «Гладиатор»
- 2001 — премия «Спутник» в номинации «Лучшая операторская работа» за фильм «Гладиатор»
- 2004 — премия Общества кинокритиков Сан-Диего (San Diego Film Critics Society) в номинации «Лучшая операторская работа» за фильм «Призрак Оперы»
- 2005 — премия Британского общества кинематографистов (British Society of Cinematographers) в номинации «Лучшая операторская работа» за фильм «Призрак Оперы»

### Номинации
- 1994 — номинация на премию MTV Video Music Awards за видеоклип к песне «Heart-Shaped Box» группы Nirvana
- 2000 — номинация на премию Общества кинокритиков Лас-Вегаса (Las Vegas Film Critics Society) за фильм «Гладиатор»
- 2001 — номинация на премию «Оскар» в номинации «Лучшая операторская работа» за фильм «Гладиатор»
- 2001 — номинация на Премию Американского общества кинооператоров за лучшую операторскую работу за фильм «Гладиатор»
- 2001 — номинация на премию Ассоциации кинокритиков Чикаго за фильм «Гладиатор»
- 2001 — номинация на премию Общества кинокритиков Феникса (Phoenix Film Critics Society) за фильм «Гладиатор»
- 2001 — номинация на премию Общества интернет-кинокритиков (Online Film Critics Society Awards) за фильм «Гладиатор»
- 2005 — номинация на премию «Оскар» в номинации «Лучшая операторская работа» за фильм «Призрак Оперы»
- 2005 — номинация на премию «Спутник» в номинации «Лучшая операторская работа» за фильм «Призрак Оперы»
- 2010 — номинация на Премию британского независимого кино в номинации «Лучшие технические достижения» за фильм «Брайтонский леденец»
- 2012 — номинация на премию Британского общества кинематографистов (British Society of Cinematographers) в номинации «Лучшая операторская работа» за фильм «Большие надежды»
- 2013 — номинация на премию Британского общества кинематографистов (British Society of Cinematographers) в номинации «Лучшая операторская работа» за фильм «Большие надежды»

## Фильмография
- Никогда не приходи утром / Never Come Morning (1989) реж. Тим Бёрк
- Пока, пока / Bye-Bye (1995) реж. Карим Дриди
- Голод / The Hunger (1997) реж. Джейк Скотт
- Любовь — это дьявол. Штрихи к портрету Ф. Бэкона / Love Is the Devil: Study for a Portait of Francis Bacon (1998) реж. Джон Мэйбери
- Враг государства / Enemy of the State (1998) реж. Тони Скотт (оператор визуальных эффектов)
- Планкетт и Маклейн / Plunkett & Macleane (1999) реж. Джейк Скотт
- Гладиатор / Gladiator (2000) реж. Ридли Скотт
- Ганнибал / Hannibal (2001) реж. Ридли Скотт
- Планета Ка-Пэкс / K-PAX (2001) реж. Иэн Софтли
- Великолепная афера / Matchstick Men (2003) реж. Ридли Скотт
- Травма / Trauma (2004) реж. Марк Эванс
- Призрак Оперы / The Phantom of the Opera (2004) реж. Джоэл Шумахер
- Царство небесное / Kingdom of Heaven (2005) реж. Ридли Скотт
- В дурмане / Stoned (2005) реж. Стивен Вулли
- Август Раш / August Rush (2007) реж. Кирстен Шеридан
- Трещины / Cracks (2009) реж. Джордаж Скотт
- Робин Гуд / Robin Hood (2010) реж. Ридли Скотт
- Руки-ноги за любовь / Burke & Hare (2010) реж. Джон Лэндис
- Люди Икс: Первый класс / X-Men: First Class (2011) реж. Мэттью Вон
- Большие надежды / Great Expectations (2012) реж. Майк Ньюэлл
- 47 ронинов / 47 Ronin (2013) реж. Карл Эрик Ринш
- Агенты А.Н.К.Л. / The Man from U.N.C.L.E. (2015) реж. Гай Ричи
- Пэн: Путешествие в Нетландию / Pan (2015) реж. Джо Райт
- Логан / Logan (2017) реж. Джеймс Мэнголд
- Меч короля Артура / Knights of the Roundtable: King Arthur (2017) реж. Гай Ричи
- Мария — королева Шотландии / Mary Queen of Scots (2018) реж. Джози Рурк
- Детектив Пикачу / Detective Pikachu (2019) реж. Роб Леттерман
- Доктор Стрэндж: В мультивселенной безумия / Doctor Strange in the Multiverse of Madness (2022) реж. Сэм Рэйми
- Гладиатор 2 / Gladiator 2 (2024) реж. Ридли Скотт